# Acalymma blandulum
Acalymma blandulum är en skalbaggsart som först beskrevs av J. L. Leconte 1868.  Acalymma blandulum ingår i släktet Acalymma och familjen bladbaggar. Utöver nominatformen finns också underarten A. b. blandulum.